# Marzęcice (województwo warmińsko-mazurskie)
Marzęcice – wieś w Polsce położona w województwie warmińsko-mazurskim, w powiecie nowomiejskim, w gminie Kurzętnik.
Do 1954 roku istniała gmina Marzęcice. W latach 1975–1998 miejscowość administracyjnie należała do województwa toruńskiego.
Przez wieś przebiega droga wojewódzka nr 538.

## Historia
Wieś została założona w 1325 r przez komtura chełmińskiego Otto von Lauterberga pochodzącego z Dolnej Saksonii. Została ulokowana na 30 łanach jako wieś miejska dla Nowego Miasta Lubawskiego. Pierwotna nazwa wsi Kemnathe -  pochodzi od nazwiska rycerza krzyżackiego, który brał udział w bitwie pod Płowcami  w 1331. Zapewne pod wpływem osadników niemieckich z Frankonii, nazwa wsi została zmieniona na März - prawdopodobnie na pamiątkę wsi o tej samej nazwie znajdującej się niegdyś niedaleko Norymbergi.